# Autisme
 Der er for få eller ingen kildehenvisninger i denne artikel, hvilket er et problem. Du kan hjælpe ved at angive troværdige kilder til de påstande, som fremføres i artiklen.

|  | Sammenskrivningsforslag Artiklerne Autistiske spektrum, Autisme er foreslået sammenskrevet. (Siden oktober 2023) Diskutér forslaget |

 Denne artikel bør gennemlæses af en person med fagkendskab for at sikre den faglige korrekthed.

Autisme er en medfødt neurologisk udviklingsdivergens og anderledeshed, som menes at optræde hos rundt regnet 1 procent af befolkningen, og som kan komme til udtryk på meget forskellig vis. Autisme giver sig ofte udslag i anderledes former for social interaktion og kommunikation, samt i et øget fokus på detaljer, repetitive adfærdsmønstre, heriblandt selvstimulerende adfærd (stimming), og intens dyrkelse af bestemte interesser. Endvidere kommer autisme ofte til udtryk i form af en øget sansepåvirkning. Autismens ætiologi er ukendt, men har en klar genetisk komponent; dog kan miljømæssige forhold muligvis også have en indflydelse. For familier, som allerede har et autistisk barn, er sandsynligheden for, at det næste barn også bliver autistisk, op mod 5 %, mod omkring 0,6 % for familier i almindelighed.{kilde mangler}
Autisme opfattes almindeligvis som et spektrum med forskellige varianter, heriblandt infantil autisme, atypisk autisme, Aspergers syndrom samt GUA. Dog er man i dag ved at gå bort fra at skelne mellem disse og i stedet bruge diagnosen autismespektrumforstyrrelse (ASF). For at diagnosen infantil autisme kan stilles, skal de autistiske træk have vist sig, inden barnet fylder tre. Hvis trækkene først viser sig senere, kan diagnoserne være atypisk autisme, Aspergers Syndrom eller GUA. Diagnosen Aspergers syndrom har traditionelt været stillet i forbindelse med normalt til højt begavede mennesker uden eksempelvis sproglige vanskeligheder, hvorimod man i dag gerne stiller diagnosen infantil autisme uanset vedkommendes niveau af intelligens.
Autisme har traditionelt været betragtet som en mental forstyrrelse, men på baggrund af nyere forskning samt en voksende indflydelse fra autismerettighedsbevægelsen, er tendensen i de senere år gået i retningen af at se autisme som én ud af flere menneskelige neurologier med sine styrker såvel som svagheder (se: neurodiversitet)., og dermed ikke som en personlig defekt, som kan eller skal kureres. I en autistisk sammenhæng omtales ikke-autistiske mennesker ofte som neurotypiske (denne betegnelse bruges dog også i modsætning til andre divergerende neurologiske tilstande).
Omkring tre ud af fire diagnosticerede autister er drenge. Man har tidligere ud fra et klinisk synspunkt antaget, at autisme blot optrådte oftere hos drenge end hos piger, men ny forskning antyder at det ofte blot er sværere at diagnosticere piger end drenge.
Der har de sidste årtier været en voldsom stigning i antallet stillede autismediagnoser. Årsagerne debatteres både inden og uden for forskningen. Nogle mener, at stigningen skyldes en reel vækst i forekomsten af autisme, andre at stigningen blot skyldes at disse mennesker tidligere fik andre diagnoser. En anden forklaring er den øgede fokus på sociale færdigheder, større klasser i folkeskolen og generelt øget vægtning af sociale færdigheder, hvilket gør, at autister i højere grad skiller sig ud.

## Historie
Ordet autisme er afledt af det græske ord αυτος (autos), som betyder "selv" (som i "mig selv"). Det blev i 1912 anvendt af den schweiziske psykiater Eugen Bleuler til at beskrive skizofrenes problemer med at kontakte andre mennesker.
En medicinsk klassificering af autisme kom først i 1943, da psykiateren dr. Leo Kanner fra Johns Hopkins Hospital i Baltimore beskrev 11 børnepatienter med slående ligheder i adfærd. Han introducerede begrebet tidlig infantil autisme. Betegnelsen sigtede på, at børnene tilsyneladende ikke virkede interesserede i andre mennesker. Næsten alle de kendetegn, Kanner beskrev, betragtes stadig som typiske for autismespektrumforstyrrelser.
Næsten samtidigt med Kanner gjorde en østrigsk børnelæge og psykiater, dr. Hans Asperger, lignende iagttagelser. Anerkendelse af Aspergers arbejde blev dog udsat på grund af 2. verdenskrig, og størstedelen af hans arbejder blev først læst i bredere kredse efter 1997. Han lægger i dag navn til Aspergers syndrom.
Den engelsk psykiater (og mor til en pige med autisme) Lorna Wing introducerede i 1979 ideen om "triaden af psykologiske forstyrrelser": Forstyrret social interaktion, forstyrret kommunikation samt repetitiv, stereotyp adfærd. Wing lancerede også begrebet "det autistiske spektrum" for at beskrive det forhold, at triaden af psykologiske forstyrrelser kan genfindes hos mennesker, som i andre henseender er ekstremt forskellige, i særdeleshed med hensyn til intelligens.

## Kendetegn
Selv om der er meget stor variation i autisters evner og adfærd, kan der peges på en række generelle træk:

### Problemer med gensidigt, socialt samspil
Normalt er spædbørn sociale væsener: få uger gamle udviser de interesse for ansigter, vender sig mod stemmer, griber om en finger og smiler. I modsætning hertil foretrækker mange børn med autisme genstande frem for ansigter, de søger sjældent øjenkontakt, og kan virke passive eller fjerne. Andre kan virke direkte pågående socialt, men mangle fornemmelsen for uskrevne grænser og regler, f.eks. ved at være fysisk pågående eller tale usædvanlig højt. Et af de tidligste tegn på autisme er ofte, at barnet ikke peger. Børn med autisme leger sjældent med andre børn og knytter sjældent venskaber. Ofte reagerer de upassende på andres følelser, f.eks. ved at grine højt når et andet barn græder, eller ved at virke helt upåvirkelige af forældrenes vrede eller hengivenhed. Nogle børn med autisme kan passivt acceptere knus og omfavnelser uden at gengælde dem, andre udviser direkte aversion mod den form for opmærksomhed.

### Problemer med sprog og kommunikation
Som treårige har børn almindeligvis passeret flere sprogmæssige milepæle; en af de tidligste er pludren. Ved sin første fødselsdag vil et almindeligt barn sige ord, vende sig når det hører sit eget navn, pege når det vil have et stykke legetøj, og når det tilbydes noget som ikke smager godt, signalerer det klart at svaret er "nej". Udvikling i tale for børn med autisme er meget anderledes. Omkring halvdelen af alle autister forbliver stumme hele livet, med eller uden evnen til at kunne skrive og læse. Nogle spædbørn som senere viser tegn på autisme kan pludre i de første måneder af deres liv, for så at ophøre med det. Andre kan være forsinkede, og nogle gange først udvikle sproglige færdigheder i teenageårene.
De, som udvikler sprog, bruger ofte sproget på usædvanlige måder og mange har svær ekspressiv dysfasi. Nogle bruger kun enkelte ord, mens andre gentager den samme sætning igen og igen. Nogle opsnapper sætninger fra samtaler, eller fra film og fjernsyn, og gentager dem i en uendelighed, en tilstand kaldet ekkolali.
Nogle børn med autisme udviser kun en meget let forsinkelse i sprogudvikling. De kan endda have et højtudviklet ordforråd på et meget tidligt stadium i livet, men alligevel have meget svært ved at indgå i almindelig samtale. Ofte kan de begynde på monologer vedrørende deres yndlingsemner, uden at give andre muligheden for at komme med bemærkninger. Ligesom "neurotypiske" (mennesker uden autisme) har problemer med at forstå autisters kropssprog, tale- eller udtryksmåder, har autister også svært ved at forstå andre menneskers ditto. Særligt har mennesker med autisme en tendens til at være meget bogstavelige; derfor kan de have svært ved at forstå ironi, metaforer og underforståede budskaber. Denne type sproglige og kommunikative vanskeligheder er nogle gange det første tegn på autisme, der bliver opdaget, og det fører så i første omgang til en henvisning til en tale-/høre-pædagog - hvor vanskelighederne beskrives med udtrykket semantisk-pragmatisk sprogforstyrrelse.
Mennesker uden autisme tillægger ofte det, autister siger, skjulte betydninger, eller forventer, at autisten bør fornemme sådanne skjulte betydninger i deres egne ord.
Manglende talesprog betyder ikke nødvendigvis, at autister er uintelligente eller uvidende. Under de rigtige omstændigheder kan nogle ofte konversere i flere timer, og kan ofte findes i online chatrum, på diskussionsfora eller websider.

### Begrænset, repetetiv og stereotyp adfærd
Skønt mennesker med autisme som regel virker fysisk normale og har god motorisk kontrol, udviser de ofte nogle usædvanlige, ensformige bevægelser som flappen med hænderne, rysten med hovedet eller rokken frem og tilbage med overkroppen. Denne adfærd kaldes selvstimulation eller "stimming", og både børn og voksne med autisme kan hengive sig til den i timevis. Børn med autisme kan have som foretrukne leg at stille deres dukker, legetøjsbiler eller -tog op på snorlige rækker, eller lægge brikker i mønstre i stedet for at lege med dem på en "relevant" måde. Nogle børn udviser en særlig interesse for legetøj med lyd, som de aktiverer igen og igen, knirkende døre eller lignende. De kan ønske at se den samme film igen og igen, eller måske den samme scene i en film igen og igen, og lære at recitere dialogen fuldstændig præcist. Endeløs gentagelse af et enkelt ord eller en sætning, endda gentaget et specifikt antal gange, kan også blive en del af barnets daglige rutine.
Autistiske børn kan aggressivt afvise nyt legetøj eller nye aktiviteter, hvis det ikke lige netop taler til deres særlige interesse. Nogle med autisme har særprægede, snævre interesser de dyrker med stor intensitet. For eksempel kan barnet være besat af at lære alt om bestemte dyr, computere, busruter, fyrtårne eller elektriske pærer. Børn med et udviklet sprog kan tale om disse interesser i timevis og bruge enhver anledning til at dreje en samtale i denne retning. Højere begavede autister kan udvikle stor interesse for fremmedsprog, matematik, symboler, naturvidenskab og andre emner med en systematisk karakter.
Lorna Wing taler i sin oprindelige formulering om funktionsforstyrrelser om forbindelse med tendensen til sterotyp og repetetiv adfærd om manglende forestillingsevne eller manglende evne til forestillingsleg ("pretend play"). Det er ikke ualmindeligt at se dette fremstillet som en af autismens definitioner, men en række studier har vist at børn med autisme ikke som sådan har ringere evne til at lege forestillingslege end normale børn på tilsvarende udviklingstrin, blot synes de sjældent at gøre det spontant.

### Andre symptomer

#### Sanseforstyrrelser
Selv om det ikke indgår i de formelle diagnosekriterier, er sanseintegrationsdysfunktion et vigtigt tegn for klinikere i undersøgelser for autisme. Mange børn med autisme har problemer med at behandle normale sanseindtryk. Det kan komme til udtryk som overfølsomhed eller underreaktivitet til berøringer, bevægelser, syn eller lyde. Et almindeligt eksempel er en person med autistisk hørelse. En person med autisme kan have problemer med at genkende nogle, mens andres stemmer er højere end normalt. Eller autisten kan være ude af stand til af filtrere lyde i bestemte situationer som i store menneskemængder (cocktail party-effekten). På grund af den øgede sansepåvirkning har personer med autisme ofte brug for at få ro på det parasympatiske nervesystem, og her har anvendelse af en kugledyne eller tyngdedyne ofte vist sig at have gavnlig effekt, særligt hos børn.

#### Skolefobi
En af de måder, børn med autisme bliver opdaget på, er, at de udvikler skolefobi: et intenst, angstfyldt ubehag ved at gå i skole. Hvis det ikke håndteres hurtigt og rigtigt, kan det medføre meget langvarigt skolefravær. Autismeramte har en risiko for skolefobi helt oppe på 27%, og ofte forudsætter en tilbagevenden til skolegang, at der først sker en omplacering til et autisme-rettet skoletilbud.

### Fire sociale fremtrædelsesformer
For at karakterisere de meget store forskelle, der er mellem mennesker med autisme, har Lorna Wing foreslået at skelne mellem fire "grundtyper" for, hvordan de fremstår for andre i sociale sammenhænge:
1. Den reserverede
2. Den passive
3. Den aktive, men sære
4. Den stive og overformelle

### Grader af autisme
Autismen kan variere efter
- de enkelte autistiske symptomer

- personens kognitive ressourcer

- tillægshandicap som epilepsi, ADHD osv.

Ofte skelnes mellem "højtfungerende" og "lavtfungerende" autister. Begreberne lavt- og højtfungerende autisme er langt fra accepteret af alle og forsøges udfaset, især i fagligt brug. Disse betegnelser afhænger som regel af, hvor godt en autist kan klare dagligdags aktiviteter snarere end af deres Intelligenskvotient, men alligevel trækkes skillelinjen ofte mellem dem, der har en Intelligenskvotient under 80, og dem med en Intelligenskvotient over 80. Det gælder især i forhold til skoleplacering.

### Autistiske savanter
Mellem 1 og 10 % af autisterne udvikler exceptionelle færdigheder inden for et snævert defineret område. Selvom mange associerer autister med savanter (en associering skabt af filmen Rain Man fra 1988), er langt de fleste autister ikke savanter, og savantisme er ikke unikt for autistister (selv om der lader til at være en forbindelse ). Menneskelige regnemaskiner og hurtige evner inden for programmering er de mest udbredte former. Et velkendt eksempel på en savant er Daniel Tammet, som bliver beskrevet i dokumentarfilmen rain man

## Diagnoser og diagnostiske kriterier
ICD-10, WHO's diagnoseliste ("International Classification of Diseases"), som anvendes til diagnosticering i Danmark, indeholder følgende diagnoser inden for autismespekteret:

### F84.0 Infantil autisme
En gennemgribende udviklingsforstyrrelse defineret ved (a) unormal eller forsinket udvikling inden treårsalderen (b) de karakteristiske funktionsforstyrrelser inden for samtlige psykopatologiens tre områder:
- Gensidig, social interaktion,

- kommunikation

- begrænset, stereotyp og repetitiv adfærd.

Ud over disse specifikke diagnostiske træk er der en række andre almindelige problemer som fobisk angst, søvnforstyrrelser, spiseforstyrrelser, raserianfald samt aggressiv eller selvskadende adfærd.
For at stille diagnosen infantil autisme skal der være symptomer inden for tre kerneområder
Derudover er det en forudsætning at symptomerne er til stede før tre-årsalderen.

### F84.1 Atypisk autisme
Det er en gennemgribende udviklingsforstyrrelse, som adskiller sig fra infantil autisme. Enten ved at manifestere sig senere i livet, eller ved ikke at opfylde samtlige diagnostiske kriterier.
Diagnosen bruges i tilfælde, hvor den unormale eller forsinkede udvikling først viser sig efter det tredje leveår, og/eller hvor der, skønt nogle af kriterierne er opfyldt, ikke kan påvises noget unormalt i en eller to af de tre psykopatologiske områder (gensidig social interaktion, kommunikation og begrænset, stereotyp og repetetiv adfærd). Atypisk autisme viser sig oftest hos svært retarderede og hos dem med tydelig forsinket udvikling af det receptive sprog.
Omvendt kan autister med atypisk autisme være dem, der er mildest ramt af udviklingsforstyrrelse.

### F84.5 Aspergers syndrom
En tilstand karakteriseret ved de samme forstyrrelser af socialt samspil som ved infantil autisme, tillige med et begrænset, stereotypt og repetitivt repertoire af interesser og aktiviteter. Aspergers syndrom adskiller sig primært fra infantil autisme ved at der ikke ses nogen forsinkelse i den sproglige eller kognitive udvikling. Tilstanden varer som regel ved livet igennem. Der optræder undertiden psykotiske episoder i begyndelsen af voksenalderen.

### Andre diagnoser
F84.8 Gennemgribende udviklingsforstyrrelse, anden (forkortet GUA) bruges undertiden til at diagnosticere børn, som udviser mange, men ikke alle af de typiske, autistiske træk. Disse børn tilbydes som regel samme behandling som børn med autismediagnoser.
F84.9 Gennemgribende udviklingsforstyrrelse, uspecificeret (forkortet GUU) bruges som en foreløbig diagnose, når der usikkerhed om hvilken form for autisme patienten har.
F84.2 Retts syndrom er en sjælden genetisk defekt, der kun rammer piger. Efter en normal udvikling på mellem 6 og 24 måneder, ses et helt eller delvist tab af sprog og af motorisk kontrol, sammen med en karakteristisk forsinket vækst af hovedets størrelse. Ufrivillige håndbevægelser, hændervriden og hyperventiation er karakteristiske symptomer. Den sociale udvikling og evnen til leg er begrænset, men børnene synes at bevare deres sociale interesse. Omkring fireårsalderen mister barnet også evnen til at kontrollere resten af kroppen: ofte ses nogle karakteristiske, uregelmæssige vridende bevægelser. Disse børn ender næsten altid med at være svært retarderede. Mange af symptomerne på Retts syndrom kan forveksles med autisme.

### DSM definition
Diagnostic and Statistical Manual of Mental Disorders (DSM-IV), som blev benyttet til diagnosticering i USA og en række andre lande, opstiller følgende kriterier for autismediagnosen Autisme (afsnit 299.00):
1. Sammenlagt seks (eller flere) elementer fra (1), (2) og (3), med mindst to fra (1), en fra (2) og en fra (3):
  1. kvalitativ forringelse i interaktion, som åbenbarer sig som mindst to af følgende:
    1. tydelig svækkelse i brugen af flere slags ikke-verbal adfærd såsom at se andre i øjnene, ansigtsudtryk, kropspositur og gestikuleren for at styre social interaktion
    2. svigtende evne til at udvikle forhold til jævnaldrende på et passende udviklingsmæssigt niveau
    3. en mangel på spontan søgen at dele morskab, interesser eller præstationer med andre mennesker (f.eks. ved mangel på at vise, bringe eller udpege interesseobjekter)
    4. mangel på social eller følelsesmæssig gensidighed

  2. kvalitative svækkelser i kommunikation som viser sig på mindst en af følgende måder:
    1. forsinkelse i, eller total mangel på, udvikling af talt sprog (ikke fulgt af et forsøg på at kompensere gennem alternative måder at kommunikere på, såsom at gestikulere eller mime)
    2. i personer med tilstrækkelig tale, en tydelig forringelse af evnen til at påbegynde eller opretholde en samtale med andre
    3. stereotypisk og gentagen brug af sprog eller excentrisk sprog
    4. mangel på varieret, spontan foregivende optræden eller socialt efterlignende optræden passende til udviklingsmæssigt niveau

  3. begrænsede ensformige og stereotype adfærdsmønstre, interesser og aktiviteter som viser sig på mindst en af følgende måder:
    1. omfattende optagethed med et eller flere stereotype og begrænsede interessemønstre, som er abnorme i enten intensitet eller fokus
    2. tilsyneladende urokkelig overholdelse af specifikke, ikke-funktionelle rutiner eller ritualer
    3. stereotypiske og ensformige motoriske manerer (f.eks. basken med hånd eller finger eller vridende eller indviklede bevægelser af hele kroppen)
    4. vedvarende optagethed af dele af genstande
2. Forsinkelser eller abnormal funktion i mindst et af følgende områder, med begyndelse før 3 år: (1) social interaktion, (2) sprog som bruges i social kommunikation eller (3) symbolsk eller opfindsom opførsel.
3. Forstyrrelsen passer ikke bedre med Retts syndrom eller Hellers syndrom.

## Teorier om autisme

### Autisme som manglende mentaliseringsevne
Psykolog Simon Baron-Cohen et al, har foreslået at børn med autisme mangler "theory of mind" (ToM), dvs. evnen til at se ting fra en anden persons perspektiv. Typiske femårige kan udvikle et indblik i andre menneskers forskellige viden, følelser og intentioner, fortolkninger som baserer sig på sociale "hints" (f.eks. gestikuleren og ansigtsudtryk). En person med autisme synes at mangle disse fortolkningsevner, en mangel som gør dem ude af stand til at forudsige eller forstå andre menneskers handlinger.
Teorien om autisme som en forstyrrelse af mentaliseringsevnen kan forklare problemerne med sprog og social interaktion, men giver ikke nogen oplagt forklaring på triadens tredje led, den stereotype adfærd og de snævre interesser.

### Autisme som eksekutiv dysfunktion
Tekst mangler, hjælp os med at skrive teksten Nogle mennesker er født med svage eksekutive funktioner. Mennesker med ADHD, depression eller med vanskeligheder med indlæring har ofte problemer med de eksekutive funktioner. En skade på forsiden af hjernen kan skade evnen til koncentration. Skader fra Alzheimers sygdom eller slagtilfælde kan også forårsage problemer.

### Svag central kohærens
Psykolog Uta Frith fra University College i London har fremsat den teori, at autisme er karakteriseret ved en bestemt perceptuelt-kognitiv evne. Udgangspunktet er, at børn med autisme ofte er bedre til at opfatte detaljer end normale børn, men til gengæld har sværere ved at opfatte helheder; de "kan ikke se skoven for bare træer". Teorien forklarer, hvorfor autister kan have bemærkelsesværdige evner inden for områder som matematik og ingeniørkunst, mens de har store problemer med sprog og synes at leve i deres egen verden. Teorien er kontroversiel, både fordi det er begrebsligt uklart, hvad central kohærens overhovedet er, og hvordan den måles. Og fordi forskningen ikke entydigt har kunnet underbygge den.

## Årsager
De præcise årsager til autisme kendes ikke, men der er generel enighed om, at der er tale om en neurologisk forstyrrelse. Søskende til børn med autisme har 2-3% risiko for for at udvikle autisme, hvilket er 50 gange højere end befolkningen generelt, og enæggede tvillinger har signifikant højere risiko end tveæggede. Endvidere optræder autisme hyppigt sammen med genetisk betingede sygdomme som fragilt-X-syndrom, Føllings sygdom og tuberøs sklerose. Disse tal viser, at autisme er i hvert fald delvist genetisk betinget. Ud fra arvelighedsmønstret ved autisme kan man konkludere, at der ikke ét gen, men mindst 5-9 forskellige gener involveret i udviklingen af autisme. Set enkeltvis kan disse gener tænkes at være bærere af positive, "overlevelsesfremmende" egenskaber – det er kun når de optræder sammen, at de forårsager autisme. Der forskes intenst i autismens genetik.
På den anden side viser tallene også, at der må være andre faktorer end de genetiske. Man ved med sikkerhed at svangerskabs- og fødselskomplikationer og hjerneinfektioner øger risikoen for at barnet udvikler autisme.
Der er også tegn på at autisme kan hænge sammen med tarmens mikrobiom (bakterier i tarmen) idet den ualmindelige bakterie Sutterella er fundet hos autistiske børn.

### Stigning i antal autismediagnoser
Der har været en eksplosion i antallet af indberetninger af tilfælde af autisme i løbet af de sidste ti år, som overvejende minder om den stigning i diagnoser af skizofreni og dissociativ identitetsforstyrrelse der skete i det 20. århundrede. Dette har sat gang i en række forskellige teorier vedrørende den pludselige stigning.
Epidemiologer hævder, at stigningen i antallet af diagnoser helt eller delvis skyldes ændringer i diagnosekriterier, reklassifikationer, at offentligheden er bevidst om det og udsigten til tilskud fra det offentlige.
En bredt citeret undersøgelse fra M.I.N.D. Institute i Californien (17. oktober 2002) hævdede, at stigningen i autisme er virkelig, selv efter de komplicerede faktorer var taget i betragtning. Andre forskere er stadig ikke overbevist, deriblandt dr. Chris Johnson, professor i pædiatri ved University of Texas Health Sciences Center i San Antonio viceformand for Autisme Ekspertpanelet ved det Amerikanske Pædiatriakademi, som siger: "Der er en mulighed for at vi ser en sand stigning, men lige nu tror jeg ikke nogen kan give et sikkert svar på det spørgsmål." 
Svaret på dette spørgsmål har store implikationer for forskningen, da en virkelig stigning ville samle mere opmærksomhed (og mere forskningskapital) på søgen efter miljømæssige faktorer, mens en lille eller ingen stigning ville fokusere mere opmærksomhed på genetikken.

## Screening
Der findes forskellige redskaber til screening af autistiske træk. Mest tilgængelig i en dansk sammenhæng er Simon Baron-Cohens "Autism Spectrum Quotient" eller "AQ" (autismespektrumkvotient) på børne- Arkiveret 7. januar 2009 hos  Wayback Machine og en ungdomsudgave Arkiveret 21. maj 2009 hos  Wayback Machine.

## Terapier

### TEACCH
TEACCH er en forkortelse for Treatment and Education of Autistic and Related Communications Handicapped Children, "Behandling og Uddannelse af Børn med Autisme og Relaterede Kommunikationshandicap". Oprindelig er TEACCH navnet på et center University of North Carolina, som udbyder træning af børn med autisme , men gennem en række foredrag af den belgiske psykolog Theo Peeters i 80'erne, har TEACCH ydet en stor indflydelse på dansk autismepædagogik. De fleste danske specialinstitutioner og bosteder for mennesker med autisme anvender en form for "TEACCH-inspireret" pædagogik.
TEACCH bygger på den kognitive psykologi. Udgangspunktet er det forhold, at mennesker med autisme har svært ved at skabe mening og struktur i deres erfaring. Dette kommer til udtryk i deres vanskeligheder ved at forstå mundtlige beskeder; ved at fastholde skemaer for selv helt almindelige begivenheder i hukommelsen; ved at koncentrere sig; ved at styre deres impulser; ved at sortere og strukturere sanseindtryk osv. For at afhjælpe disse problemer, som ofte gør autistiske børn urolige og ængstelige og forhindrer dem i at lære, søger man at skabe et struktureret og forudsigeligt miljø omkring dem. TEACCH arbejder målrettet med visuelle symboler (ofte vha. PC-programmet Boardmaker), konkretisering, systematik samt organisering af tid og rum med dagsskemaer og faste rutiner, og man gør udstrakt brug af farvekoder, tegn, piktogrammer osv. for at gøre alt så synligt og konkret for barnet som muligt. Indlæring af nye rutiner og færdigheder kan ske gennem fx sociale historier og tegneseriesamtaler.
Ofte fremhæves det, at TEACCH har et accepterende handicapsyn, hvor det er omgivelserne der skal tilpasses den handicappede og ikke omvendt. Begrebet skærmning er centralt – både fysisk, hvor barnets omgivelser indrettes i forhold til dets behov (indretning af stuen, arbejdsbord, legekrog, lys mv.) og socialt, hvor man tilstræber at afværge konflikter og bestræber sig på at mindske stressniveauet hos barnet. Af samme grund praktiseres TEACCH normalt i specialinstitutioner og -skoler, men metoden bruges også til børn der er enkeltintegreret i normale miljøer.

### PECS
PECS – Picture Exchange Communication System – er et system til billedkommunikation, udviklet til autistiske børn uden talesprog. Systemet er udviklet af psykologerne Andrew Bondy og Lori Frost, og bygger eksplicit på ABA-principper. PECS anvendes hyppigt i danske specialinstitutioner, side om side med TEACCH-inspirerede tiltag.

## Prognose og voksenliv
Venskaber/Relationer:
En autist har svært ved at skabe nye relationer, fordi han ikke er så god til den sociale kontakt. Det kan være svært for autister at indlede en samtale, holde den i gang og blot at holde fokus længe nok, til at høre, hvad den anden siger. Der foregår så meget i deres hoveder, at det kan være svært at høre efter i en hel samtale. Hvis det er en lang samtale, kan en autist blive overstimuleret og gå ind i sig selv for at lukke systemet ned for en tid. Selve kommunikationen er et problem, hvis autisten mangler sprog eller er meget opmærksom på at han har autisme.
Alenetid:
En af de ting de fleste med autisme sætter pris på er alenetid. De bruger den til at oplade deres energi, så de igen kan møde verden uden at blive overstimuleret. At blive overstimuleret betyder at de har fået for mange indtryk i løbet af dagen og ikke har kunnet nå at få det samlet og puttet i de rigtige kasser, som almindelige mennesker gør det. Når de bliver overstimuleret, så er det som om lys skærer i deres øjne, lyde flår trommehinderne ud af ørerne og nogen af sat en skruetvinge på deres hoved og bliver ved med at stramme på den. Det er på ingen måder en rar situation for dem, og for at komme sig igen har de brug for tid i deres eget rum, hvor de bestemmer lydniveau med mere. Alenetiden kan blive brugt på mange måder. Det kommer an på hvilke interesser den autistiske person har. Mange vil bare gerne sidde helt stille og være i deres egen verden.
Arbejde:
Det er muligt for autister at arbejde. Nogen kan klare et job på normale vilkår, men langt de fleste skal have en form for skånearbejde. Det er givende for en autist at føle ansvar i samfundet. Mange virksomheder kan godt rumme personale med autisme. Jobbet skal indeholde en vis forudsigelighed for at gøre autisten tryg. Autister er glad for gentagelser: at de fx skal møde på arbejde på et bestemt tidspunkt, sidde på et bestemt sted og lave en helt bestemt ting.

## Fællesskab og politik
Overordnet set arbejder forskellige organisationer både nationalt og internationalt for at sikre gode forhold for mennesker med autisme, rådgive og vejlede omkring rettigheder og praktiske spørgsmål, afholde kurser og konferencer etc.
På et mere specifikt plan er det autistiske fællesskab er delt i
- dem, som søger en kur mod autisme, kaldet pro-kur,

- dem som ikke ønsker en kur mod autisme og modsætter sig det, kaldet anti-kur, og

- dem som vakler mellem de to.

For nylig skrev nogle medlemmer af "anti-kur" bevægelsen et brev til FN, hvori de kræver at blive behandlet som en minoritet og ikke en gruppe psykisk syge. Websider som autistics.org  og Aspies For Freedom repræsenterer anti-kur gruppen.
Der er mange ressourcer tilgængelige for autister. Da mange autister nemmere kan kommunikere online end ansigt-til-ansigt, er mange på Internettet. Derudover hjælper autistiske voksne, for hvem det går godt, børn med autisme i lokale grupper, som en mester ville hjælpe en lærling.

### Kultur
I anerkendelse af nye måder at undervise og socialisere autister er en autistisk kultur begyndt at opstå. Lige som døvekulturen er den autistiske kultur opstået i den tro, at autisme er en unik måde at være på og ikke en sygdom, som bør kureres. I Danmark har det manifesteret sig i Vinterkonferencen for og med autister. En dansk psykolog med Aspergers Syndrom, Christian Stewart-Ferrer, er en aktiv talsmand for autistisk kultur og det autistiske perspektiv.

### Autistiske voksne
Kommunikation og sociale problemer kan skabe problemer på mange områder i autistens liv. Langt færre voksne autister gifter sig eller får børn end i resten af befolkningen. Der en større sandsynlighed for, at deres ægteskab ender i skilsmisse.

## Ekstern henvisning
- Autisme på Curlie (som bygger videre på Open Directory Project)
- Autism Research Centre ved Cambridge Universitet
- Landsforeningen Autisme
- PECS
- International Autisme Konferencen
- SIKON-konferencen Arkiveret 19. juli 2011 hos  Wayback Machine

1. ↑  Aminoglycoside antibiotics and autism: a speculati... [BMC Psychiatry. 2001] – PubMed result